# Fort Cavazos

Mappa della contea di Bell, Texas, che evidenzia il CDP di Fort Hood

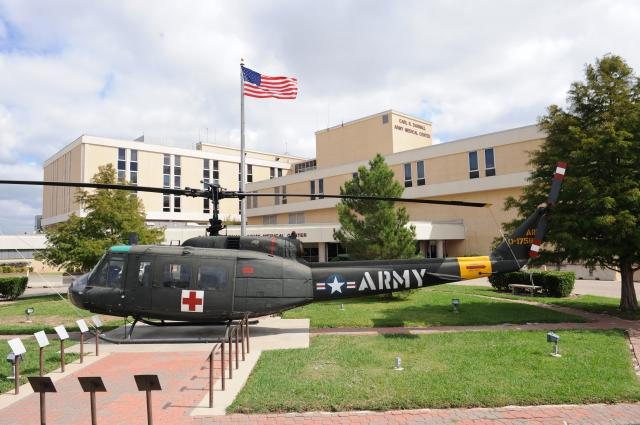
L'ospedale Darnall, Fort Hood, Texas

Fort Cavazos è una base dell'esercito degli Stati Uniti situata a metà strada fra Austin e Waco in Texas. La parte principale di Fort Cavazos è un Census-designated place nella Contea di Bell che quando è stata censita nel 2000 aveva una popolazione di 33.711 persone. Alcune parti della base sono situate nella Contea di Coryell. Fino al 2023, la base era intitolata Fort Hood, in onore del generale confederato John Bell Hood.
Fort Cavazos è l'unica base negli Stati Uniti occupata da due divisioni, la 4ª Divisione di fanteria e la 1ª Divisione di cavalleria, ed è inoltre sede del comando del III Corpo; è la più grande base militare del mondo.

## La strage del 5 novembre 2009
Il 5 novembre 2009 in uno degli edifici una persona in uniforme ha aperto il fuoco su militari e civili, uccidendo 13 persone e ferendone 32. L'autore della strage è risultato essere il maggiore Nidal Malik Hasan, 39 anni, medico psichiatra di discendenze mediorientali con vent'anni di servizio, in procinto di partire per l'Iraq. Il militare, autore della strage, è stato condannato alla pena capitale nel mese di agosto del 2013.

## Sparatoria del 2 aprile 2014
Il 2 aprile 2014, un uomo armato, di nome Ivan A. Lopez-Lopez (23 Ottobre, 1979 – 2 Aprile, 2014), ha aperto il fuoco nella base, uccidendo tre persone e ferendone almeno altre sedici prima di suicidarsi.